# カノムカイプラー
カノムカイプラー （タイ語: ขนมไข่ปลา  、発音 [kʰānǒm kʰàj plāː] ;原義は「魚卵菓子」）はタイ王国における菓子の一種。珍しく、知名度が高くない菓子と言える。
熟したオウギヤシの実（カノムタンと似ている）、米粉、白砂糖を主たる材料とし、魚卵状に形取られた後水もしくは純粋なシロップで煮られる。十分に煮られると魚卵状を呈したものは表面に浮かび、鍋から取り除かれ、細かく刻まれたココナッツが振りかけられる。
現在、知られている限りにおいては、カノムカイプラーはノンタブリー県クレット島とスパンブリー県サムチュクのサムチュクオールドマーケットだけで作られ、売られている。    